# Īstādegī
Īstādegī (persiska: ایستادگی) är en ort i Iran.   Den ligger i provinsen Khuzestan, i den centrala delen av landet, 500 km sydväst om huvudstaden Teheran. Īstādegī ligger 69 meter över havet och antalet invånare är 817.
Terrängen runt Īstādegī är platt åt sydväst, men åt nordost är den kuperad.Runt Īstādegī är det ganska tätbefolkat, med 80 invånare per kvadratkilometer. Närmaste större samhälle är Shūshtar, 18,4 km söder om Īstādegī. Trakten runt Īstādegī består till största delen av jordbruksmark.